# Anders Jacobsson og Sören Olsson
Anders Jacobsson (født 4. august 1963 i Karlskoga, Sverige) og Sören Olsson (født 16. marts 1964 i Karlskoga, Sverige) er to forfattere fra Sverige. 
De er forfattere till Sune-serien og Bert-serien samt serierne om Emanuel Hjort og Tuva-Lisa Johansson.

## Ekstern henvisning
- Wikimedia Commons har flere filer relateret til Anders Jacobsson

- Wikimedia Commons har flere filer relateret til Sören Olsson

1. ↑  Navnet er anført på svensk og stammer fra Wikidata hvor navnet endnu ikke findes på dansk.
2. ↑  Navnet er anført på svensk og stammer fra Wikidata hvor navnet endnu ikke findes på dansk.